# أولاد ايرو (اصعادلا)
أولاد ايرو هي إحدى مشيخات المملكة المغربية، تتبع جغرافيا لإقليم آسفي وإداريًا لاصعادلا. يقدر عدد سكانها بـ 1663 نسمة حسب الإحصاء الرسمي للسكان والسكنى لسنة 2004.